# مدار ذري

المدارات الإلكترونية الذرية والجزيئية.

المدار الذري هو دالة رياضية تصف الطبيعة الموجية لحركة الإلكترونات في الذرة، بواسطة هذه الدالة يمكن حساب المنطقة أو الحيز من الفراغ الذي يمكن أن يتواجد فيه الإلكترون حول ذرة مفردة (حرة) في مستوى طاقة معينة .
بشكل محدد، فإن المدارات الذرية عبارة عن حالات طاقة كمومية منفصلة، لكل إلكترون على حدة في السحابة الإلكترونية حول ذرة مفردة (حرة)، يعبر عنها على شكل دالة رياضية في ميكانيكا الكم .
ويعبر عن المدار الذري في ميكانيكا الكم بعدد الكم المداري.
يتكون الجدول الدوري الحديث من 18 مجموعة رأسية، وسبع دورات افقية.وتنقسم المجموعالات الرأسية إلى مجموعات أساسية ((A)) ومجموعات فرعية ((B)) فالمجموعات الأساسية (A) تحتوي على (8)مجموعات عمودية أعطيت السبع المجموعات الأولى منها الأرقام 1A,2A,3A,4A,5A,6A,7Aاما المجموعة الثامنة منها والمشتمله على الغازات الخامله فتسمى على المجموعات الصفرية وأعطيت الرقم صفر (0) ووضعت في أقصى يمين الجدول بعد المجموعة (7A).وأبتداءً من الدورة الرابعة وضعت المجموعات الفرعية (B) بين المجموعتين الأساسيتين (2Aو 3A)، وسميت عناصر المجموعات الفرعية (B) بالعناصر الانتقالية وتتكون من عشر أعمدة (مجموعات) رأسية وتتدرج خواص العناصر في الجدول رأسياً من أعلى إلى سفل المجموعات، كما تتدرج افقياً في عناصر الدورات المختلفة من يسار إلى يمينه.

## المدار الثابت
المدار الثابت هو مفهوم في الفيزياء الذرية يعتبر الإلكترون باقياً في مدار محدد، على مسافة ثابتة من نواة الذرة، بالنسبة لمستوى طاقة معين . وعُزز المفهوم من قِبل فيزيائي الكم نيلس بور عام 1913 . تعتبر فكرة المدار الثابت عنصراً رئيسياً من عناصر نموذج بور الذري (أو نظرية بور).